# Famille van Orley
Cette page explique l’histoire ou répertorie les différents membres de la famille van d'Orley.
L'arbre généalogique ci-dessous reconstitue la lignée des peintres et graveurs van d'Orley, célèbre famille d'artistes des XIVe au XVIIIe siècles

## Généalogie d'artistes portant le nom d'Orley
Les cases couleur foncée indiquent le statut d'Artiste peintre, sculpteur, graveur, dessinateur, enlumineur, de couleur claire, indiquent les épouses et autres non définis comme artiste.
À la fin du XIVe siècle, la terre de Laval appartient à Julienne de Welchenhausen qui l'apporte en dot à son premier mari, l'écuyer Waleran du Chêne, puis à son second époux, Jean d'Orley cité de 1387 à 1408, écuyer, seigneur à Linster (entre Luxembourg et Echternach).
À la mort de Jean, Laval est partagé entre ses fils, Jean II et Guillaume. Quelques années après, en 1413, les deux frères se rangeant parmi les adversaires de la prise de possession du Luxembourg par Antoine de Bourgogne, et sont sévèrement punis : leur château de Laval est assiégé par les troupes ducales, pris d'assaut et démoli.
Après bombardement, Linster aussi se rend et Jean d'Orley est fait prisonnier. À la même époque il est impliqué de nouveau, dans une guerre contre le comte Simon de Spanheim et de Vianden.

Jean II d'Orley subit difficilement ces évènements, si bien qu'il engage, en 1419,  sa part de la seigneurie de Linster à son frère Guillaume pour la somme de mille cinq cent vingt deux florins d'or du Rhin. En 1429, il engage cette fois de ses biens et revenus de la région de Clervaux, pour six cents lourds florins du Rhin.
Cité pour la dernière fois en juin 1452, Jean II d'Orley, qui a épousé Jeanne de Bastogne, fille de Gérard, chevalier, et d'Élisabeth de la Mark, ont plusieurs enfants dont deux fils, Everard et Englebert d'Orley, portant des prénoms de la famille de la Marck.
Tout jeune, Everard est  mentionné dans le testament de son grand-oncle Englebert de la Marck, sire de Loverval, lequel meurt le 8 mars 1422 en lui laissant cette terre. En 1449 et 1451, il figure avec ses parents, dans divers actes, puis succède à son père dans la possession de Laval, reparait de nouveau dans un acte du 14 novembre 1464, mentionnant Evert d'Orley, seigneur de Vaulz, Barbe Taye, sa femme, Englebert d'Orley, son frère, et Marie du Pont épouse de ce dernier .
Vers la même époque, les enfants de Jean II cèdent aux fils de leur oncle Guillaume, Bernard I et Jean d'Orley, de Linster, tous leurs biens dans le Luxembourg, à Laval, Remagne et ailleurs. Dès lors, les attaches avec le duché sont rompues et scinde en deux branches distinctes cette famille d'origine luxembourgeoise, la branche descendante de Jean II d'Orley d'une part, et la branche de son frère Guillaume d'Orley d'autre part. La généalogie de cette dernière qui figure dans cet arbre, s'arrête avec Philippe et Bernard III, seule la branche relevant de l'art pictural, est développée.
Everard se fixe dans le Brabant, Englebert du côté de la Meuse.

Titré d'écuyer en 1459, puis chevalier en 1493, Englebert devient bailli de Bouvignes (1459-1493) ayant épousé la fille de son prédécesseur Jean du Pont, au bailliage. Par la suite, il se remarie avec Marie de Corswarem de qui nait une fille Jeanne, qui à son tour se marie à Michel de Berlaymont, sire de Floyon et de Kermpt.
Ces précisions nous renseignent sur les attaches familiales de Valentin van Orley (1466-1532). Il descend en ligne directe bien qu'illégitime, de lignages de première noblesse. Il est privé de légitimité lorsque Everard assigne, comme l'atteste un acte du 3 février 1499-1500, les héritiers de Valentin, la somme de mille deux cents couronnes dont est grevée la ferme dite Thof te Quaetbeke, à Leerbeek, près de Tubize, de Hal et de Gaasbeek. Ceci explique pourquoi Valentin ne figure plus dans les lignages de Bruxelles, ni dans les livres de fief et le rend frère naturel d'Everard.

## Arbre généalogique de la famille van Orley
|  |  |  |  |                                                                              |                                                                              |                                                                              |                                                                              |                                                                              |                                                                              |  |  |                                                                  |                                                                  |                                                                  |                                                                  |                                                                  |                                                                  |  |  | Julienne Welchenhausen Épouse mère de Jean et Guillaume                            | Julienne Welchenhausen Épouse mère de Jean et Guillaume                            | Julienne Welchenhausen Épouse mère de Jean et Guillaume                            | Julienne Welchenhausen Épouse mère de Jean et Guillaume                            | Julienne Welchenhausen Épouse mère de Jean et Guillaume                            | Julienne Welchenhausen Épouse mère de Jean et Guillaume                            |  |  | Jean I d'Orley cité en 1387 et 1408 l'Ancêtre de la Famille Orley écuyer et seigneur de Linster XIVe – XVe siècles | Jean I d'Orley cité en 1387 et 1408 l'Ancêtre de la Famille Orley écuyer et seigneur de Linster XIVe – XVe siècles | Jean I d'Orley cité en 1387 et 1408 l'Ancêtre de la Famille Orley écuyer et seigneur de Linster XIVe – XVe siècles | Jean I d'Orley cité en 1387 et 1408 l'Ancêtre de la Famille Orley écuyer et seigneur de Linster XIVe – XVe siècles | Jean I d'Orley cité en 1387 et 1408 l'Ancêtre de la Famille Orley écuyer et seigneur de Linster XIVe – XVe siècles | Jean I d'Orley cité en 1387 et 1408 l'Ancêtre de la Famille Orley écuyer et seigneur de Linster XIVe – XVe siècles |  |  |                                                                |                                                                |                                                                |                                                                |                                                                |                                                                |  |  |                                                                   |                                                                   |                                                                   |                                                                   |                                                                   |                                                                   |  |  |                                                                  |                                                                  |                                                                  |                                                                  | |                                                                  |  |  |                                                                  |                                                                  |                                                                  |                                                                  |                                                                  |                                                                  |  |  |                                                                |                                                                |                                                                |                                                                |                                                                |                                                                |  |  |                                                 |                                                 |                                                 |                                                 |                                                 |                                                 |  |  |
|  |  |  |  |                                                                              |                                                                              |                                                                              |                                                                              |                                                                              |                                                                              |  |  |                                                                  |                                                                  |                                                                  |                                                                  |                                                                  |                                                                  |  |  | Julienne Welchenhausen Épouse mère de Jean et Guillaume                            | Julienne Welchenhausen Épouse mère de Jean et Guillaume                            | Julienne Welchenhausen Épouse mère de Jean et Guillaume                            | Julienne Welchenhausen Épouse mère de Jean et Guillaume                            | Julienne Welchenhausen Épouse mère de Jean et Guillaume                            | Julienne Welchenhausen Épouse mère de Jean et Guillaume                            |  |  | Jean I d'Orley cité en 1387 et 1408 l'Ancêtre de la Famille Orley écuyer et seigneur de Linster XIVe – XVe siècles | Jean I d'Orley cité en 1387 et 1408 l'Ancêtre de la Famille Orley écuyer et seigneur de Linster XIVe – XVe siècles | Jean I d'Orley cité en 1387 et 1408 l'Ancêtre de la Famille Orley écuyer et seigneur de Linster XIVe – XVe siècles | Jean I d'Orley cité en 1387 et 1408 l'Ancêtre de la Famille Orley écuyer et seigneur de Linster XIVe – XVe siècles | Jean I d'Orley cité en 1387 et 1408 l'Ancêtre de la Famille Orley écuyer et seigneur de Linster XIVe – XVe siècles | Jean I d'Orley cité en 1387 et 1408 l'Ancêtre de la Famille Orley écuyer et seigneur de Linster XIVe – XVe siècles |  |  |                                                                |                                                                |                                                                |                                                                |                                                                |                                                                |  |  |                                                                   |                                                                   |                                                                   |                                                                   |                                                                   |                                                                   |  |  |                                                                  |                                                                  |                                                                  |                                                                  | |                                                                  |  |  |                                                                  |                                                                  |                                                                  |                                                                  |                                                                  |                                                                  |  |  |                                                                |                                                                |                                                                |                                                                |                                                                |                                                                |  |  |                                                 |                                                 |                                                 |                                                 |                                                 |                                                 |  |  |
|  |  |  |  |                                                                              |                                                                              |                                                                              |                                                                              |                                                                              |                                                                              |  |  |                                                                  |                                                                  |                                                                  |                                                                  |                                                                  |                                                                  |  |  |                                                                                    |                                                                                    |                                                                                    |                                                                                    |                                                                                    |                                                                                    |  |  | | | | | | |  |  |                                                                |                                                                |                                                                |                                                                |                                                                |                                                                |  |  |                                                                   |                                                                   |                                                                   |                                                                   |                                                                   |                                                                   |  |  |                                                                  |                                                                  |                                                                  |                                                                  | |                                                                  |  |  |                                                                  |                                                                  |                                                                  |                                                                  |                                                                  |                                                                  |  |  |                                                                |                                                                |                                                                |                                                                |                                                                |                                                                |  |  |                                                 |                                                 |                                                 |                                                 |                                                 |                                                 |  |  |
|  |  |  |  |                                                                              |                                                                              |                                                                              |                                                                              |                                                                              |                                                                              |  |  |                                                                  |                                                                  |                                                                  |                                                                  |                                                                  |                                                                  |  |  |                                                                                    |                                                                                    |                                                                                    |                                                                                    |                                                                                    |                                                                                    |  |  | | | | | | |  |  |                                                                |                                                                |                                                                |                                                                |                                                                |                                                                |  |  |                                                                   |                                                                   |                                                                   |                                                                   |                                                                   |                                                                   |  |  |                                                                  |                                                                  |                                                                  |                                                                  | |                                                                  |  |  |                                                                  |                                                                  |                                                                  |                                                                  |                                                                  |                                                                  |  |  |                                                                |                                                                |                                                                |                                                                |                                                                |                                                                |  |  |                                                 |                                                 |                                                 |                                                 |                                                 |                                                 |  |  |
|  |  |  |  |                                                                              |                                                                              |                                                                              |                                                                              |                                                                              |                                                                              |  |  | Jean II d'Orley 1408-1452 seigneur de Linster frère de Guillaume | Jean II d'Orley 1408-1452 seigneur de Linster frère de Guillaume | Jean II d'Orley 1408-1452 seigneur de Linster frère de Guillaume | Jean II d'Orley 1408-1452 seigneur de Linster frère de Guillaume | Jean II d'Orley 1408-1452 seigneur de Linster frère de Guillaume | Jean II d'Orley 1408-1452 seigneur de Linster frère de Guillaume |  |  | Jeanne de Bastogne Épouse mère de entre autres Everard et Englebert                | Jeanne de Bastogne Épouse mère de entre autres Everard et Englebert                | Jeanne de Bastogne Épouse mère de entre autres Everard et Englebert                | Jeanne de Bastogne Épouse mère de entre autres Everard et Englebert                | Jeanne de Bastogne Épouse mère de entre autres Everard et Englebert                | Jeanne de Bastogne Épouse mère de entre autres Everard et Englebert                |  |  | | | | | | |  |  |                                                                |                                                                |                                                                |                                                                |                                                                |                                                                |  |  | Catherine d'Autel Épouse mère de Bernard I                        | Catherine d'Autel Épouse mère de Bernard I                        | Catherine d'Autel Épouse mère de Bernard I                        | Catherine d'Autel Épouse mère de Bernard I                        | Catherine d'Autel Épouse mère de Bernard I                        | Catherine d'Autel Épouse mère de Bernard I                        |  |  | Guillaume d'Orley 1408-1460 seigneur de Linster frère de Jean II | Guillaume d'Orley 1408-1460 seigneur de Linster frère de Jean II | Guillaume d'Orley 1408-1460 seigneur de Linster frère de Jean II | Guillaume d'Orley 1408-1460 seigneur de Linster frère de Jean II | Guillaume d'Orley 1408-1460 seigneur de Linster frère de Jean II                                                 | Guillaume d'Orley 1408-1460 seigneur de Linster frère de Jean II |  |  |                                                                  |                                                                  |                                                                  |                                                                  |                                                                  |                                                                  |  |  |                                                                |                                                                |                                                                |                                                                |                                                                |                                                                |  |  |                                                 |                                                 |                                                 |                                                 |                                                 |                                                 |  |  |
|  |  |  |  |                                                                              |                                                                              |                                                                              |                                                                              |                                                                              |                                                                              |  |  | Jean II d'Orley 1408-1452 seigneur de Linster frère de Guillaume | Jean II d'Orley 1408-1452 seigneur de Linster frère de Guillaume | Jean II d'Orley 1408-1452 seigneur de Linster frère de Guillaume | Jean II d'Orley 1408-1452 seigneur de Linster frère de Guillaume | Jean II d'Orley 1408-1452 seigneur de Linster frère de Guillaume | Jean II d'Orley 1408-1452 seigneur de Linster frère de Guillaume |  |  | Jeanne de Bastogne Épouse mère de entre autres Everard et Englebert                | Jeanne de Bastogne Épouse mère de entre autres Everard et Englebert                | Jeanne de Bastogne Épouse mère de entre autres Everard et Englebert                | Jeanne de Bastogne Épouse mère de entre autres Everard et Englebert                | Jeanne de Bastogne Épouse mère de entre autres Everard et Englebert                | Jeanne de Bastogne Épouse mère de entre autres Everard et Englebert                |  |  | | | | | | |  |  |                                                                |                                                                |                                                                |                                                                |                                                                |                                                                |  |  | Catherine d'Autel Épouse mère de Bernard I                        | Catherine d'Autel Épouse mère de Bernard I                        | Catherine d'Autel Épouse mère de Bernard I                        | Catherine d'Autel Épouse mère de Bernard I                        | Catherine d'Autel Épouse mère de Bernard I                        | Catherine d'Autel Épouse mère de Bernard I                        |  |  | Guillaume d'Orley 1408-1460 seigneur de Linster frère de Jean II | Guillaume d'Orley 1408-1460 seigneur de Linster frère de Jean II | Guillaume d'Orley 1408-1460 seigneur de Linster frère de Jean II | Guillaume d'Orley 1408-1460 seigneur de Linster frère de Jean II | Guillaume d'Orley 1408-1460 seigneur de Linster frère de Jean II                                                 | Guillaume d'Orley 1408-1460 seigneur de Linster frère de Jean II |  |  |                                                                  |                                                                  |                                                                  |                                                                  |                                                                  |                                                                  |  |  |                                                                |                                                                |                                                                |                                                                |                                                                |                                                                |  |  |                                                 |                                                 |                                                 |                                                 |                                                 |                                                 |  |  |
|  |  |  |  |                                                                              |                                                                              |                                                                              |                                                                              |                                                                              |                                                                              |  |  |                                                                  |                                                                  |                                                                  |                                                                  |                                                                  |                                                                  |  |  |                                                                                    |                                                                                    |                                                                                    |                                                                                    |                                                                                    |                                                                                    |  |  | | | | | | |  |  |                                                                |                                                                |                                                                |                                                                |                                                                |                                                                |  |  |                                                                   |                                                                   |                                                                   |                                                                   |                                                                   |                                                                   |  |  |                                                                  |                                                                  |                                                                  |                                                                  | |                                                                  |  |  |                                                                  |                                                                  |                                                                  |                                                                  |                                                                  |                                                                  |  |  |                                                                |                                                                |                                                                |                                                                |                                                                |                                                                |  |  |                                                 |                                                 |                                                 |                                                 |                                                 |                                                 |  |  |
|  |  |  |  |                                                                              |                                                                              |                                                                              |                                                                              |                                                                              |                                                                              |  |  |                                                                  |                                                                  |                                                                  |                                                                  |                                                                  |                                                                  |  |  |                                                                                    |                                                                                    |                                                                                    |                                                                                    |                                                                                    |                                                                                    |  |  | | | | | | |  |  |                                                                |                                                                |                                                                |                                                                |                                                                |                                                                |  |  |                                                                   |                                                                   |                                                                   |                                                                   |                                                                   |                                                                   |  |  |                                                                  |                                                                  |                                                                  |                                                                  | |                                                                  |  |  |                                                                  |                                                                  |                                                                  |                                                                  |                                                                  |                                                                  |  |  |                                                                |                                                                |                                                                |                                                                |                                                                |                                                                |  |  |                                                 |                                                 |                                                 |                                                 |                                                 |                                                 |  |  |
|  |  |  |  | Everard I d'Orley 1422-1470 successeur de sire de Loverval seigneur de Laval | Everard I d'Orley 1422-1470 successeur de sire de Loverval seigneur de Laval | Everard I d'Orley 1422-1470 successeur de sire de Loverval seigneur de Laval | Everard I d'Orley 1422-1470 successeur de sire de Loverval seigneur de Laval | Everard I d'Orley 1422-1470 successeur de sire de Loverval seigneur de Laval | Everard I d'Orley 1422-1470 successeur de sire de Loverval seigneur de Laval |  |  | Barbe Taye Épouse mère de Jean III                               | Barbe Taye Épouse mère de Jean III                               | Barbe Taye Épouse mère de Jean III                               | Barbe Taye Épouse mère de Jean III                               | Barbe Taye Épouse mère de Jean III                               | Barbe Taye Épouse mère de Jean III                               |  |  | Englebert d'Orley balli de Bouvignes 1459-1493                                     | Englebert d'Orley balli de Bouvignes 1459-1493                                     | Englebert d'Orley balli de Bouvignes 1459-1493                                     | Englebert d'Orley balli de Bouvignes 1459-1493                                     | Englebert d'Orley balli de Bouvignes 1459-1493                                     | Englebert d'Orley balli de Bouvignes 1459-1493                                     |  |  | Marie de Corswarem Épouse mère de Jeanne                                                                           | Marie de Corswarem Épouse mère de Jeanne                                                                           | Marie de Corswarem Épouse mère de Jeanne                                                                           | Marie de Corswarem Épouse mère de Jeanne                                                                           | Marie de Corswarem Épouse mère de Jeanne                                                                           | Marie de Corswarem Épouse mère de Jeanne                                                                           |  |  |                                                                |                                                                |                                                                |                                                                |                                                                |                                                                |  |  | Françoise d'Argenteau Épouse mère de Bernard II et Clément        | Françoise d'Argenteau Épouse mère de Bernard II et Clément        | Françoise d'Argenteau Épouse mère de Bernard II et Clément        | Françoise d'Argenteau Épouse mère de Bernard II et Clément        | Françoise d'Argenteau Épouse mère de Bernard II et Clément        | Françoise d'Argenteau Épouse mère de Bernard II et Clément        |  |  | Bernard I d'Orley 1441-1495 seigneur à Linster et à Laval        | Bernard I d'Orley 1441-1495 seigneur à Linster et à Laval        | Bernard I d'Orley 1441-1495 seigneur à Linster et à Laval        | Bernard I d'Orley 1441-1495 seigneur à Linster et à Laval        | Bernard I d'Orley 1441-1495 seigneur à Linster et à Laval                                                        | Bernard I d'Orley 1441-1495 seigneur à Linster et à Laval        |  |  |                                                                  |                                                                  |                                                                  |                                                                  |                                                                  |                                                                  |  |  |                                                                |                                                                |                                                                |                                                                |                                                                |                                                                |  |  |                                                 |                                                 |                                                 |                                                 |                                                 |                                                 |  |  |
|  |  |  |  | Everard I d'Orley 1422-1470 successeur de sire de Loverval seigneur de Laval | Everard I d'Orley 1422-1470 successeur de sire de Loverval seigneur de Laval | Everard I d'Orley 1422-1470 successeur de sire de Loverval seigneur de Laval | Everard I d'Orley 1422-1470 successeur de sire de Loverval seigneur de Laval | Everard I d'Orley 1422-1470 successeur de sire de Loverval seigneur de Laval | Everard I d'Orley 1422-1470 successeur de sire de Loverval seigneur de Laval |  |  | Barbe Taye Épouse mère de Jean III                               | Barbe Taye Épouse mère de Jean III                               | Barbe Taye Épouse mère de Jean III                               | Barbe Taye Épouse mère de Jean III                               | Barbe Taye Épouse mère de Jean III                               | Barbe Taye Épouse mère de Jean III                               |  |  | Englebert d'Orley balli de Bouvignes 1459-1493                                     | Englebert d'Orley balli de Bouvignes 1459-1493                                     | Englebert d'Orley balli de Bouvignes 1459-1493                                     | Englebert d'Orley balli de Bouvignes 1459-1493                                     | Englebert d'Orley balli de Bouvignes 1459-1493                                     | Englebert d'Orley balli de Bouvignes 1459-1493                                     |  |  | Marie de Corswarem Épouse mère de Jeanne                                                                           | Marie de Corswarem Épouse mère de Jeanne                                                                           | Marie de Corswarem Épouse mère de Jeanne                                                                           | Marie de Corswarem Épouse mère de Jeanne                                                                           | Marie de Corswarem Épouse mère de Jeanne                                                                           | Marie de Corswarem Épouse mère de Jeanne                                                                           |  |  |                                                                |                                                                |                                                                |                                                                |                                                                |                                                                |  |  | Françoise d'Argenteau Épouse mère de Bernard II et Clément        | Françoise d'Argenteau Épouse mère de Bernard II et Clément        | Françoise d'Argenteau Épouse mère de Bernard II et Clément        | Françoise d'Argenteau Épouse mère de Bernard II et Clément        | Françoise d'Argenteau Épouse mère de Bernard II et Clément        | Françoise d'Argenteau Épouse mère de Bernard II et Clément        |  |  | Bernard I d'Orley 1441-1495 seigneur à Linster et à Laval        | Bernard I d'Orley 1441-1495 seigneur à Linster et à Laval        | Bernard I d'Orley 1441-1495 seigneur à Linster et à Laval        | Bernard I d'Orley 1441-1495 seigneur à Linster et à Laval        | Bernard I d'Orley 1441-1495 seigneur à Linster et à Laval                                                        | Bernard I d'Orley 1441-1495 seigneur à Linster et à Laval        |  |  |                                                                  |                                                                  |                                                                  |                                                                  |                                                                  |                                                                  |  |  |                                                                |                                                                |                                                                |                                                                |                                                                |                                                                |  |  |                                                 |                                                 |                                                 |                                                 |                                                 |                                                 |  |  |
|  |  |  |  |                                                                              |                                                                              |                                                                              |                                                                              |                                                                              |                                                                              |  |  |                                                                  |                                                                  |                                                                  |                                                                  |                                                                  |                                                                  |  |  |                                                                                    |                                                                                    |                                                                                    |                                                                                    |                                                                                    |                                                                                    |  |  | | | | | | |  |  |                                                                |                                                                |                                                                |                                                                |                                                                |                                                                |  |  |                                                                   |                                                                   |                                                                   |                                                                   |                                                                   |                                                                   |  |  |                                                                  |                                                                  |                                                                  |                                                                  | |                                                                  |  |  |                                                                  |                                                                  |                                                                  |                                                                  |                                                                  |                                                                  |  |  |                                                                |                                                                |                                                                |                                                                |                                                                |                                                                |  |  |                                                 |                                                 |                                                 |                                                 |                                                 |                                                 |  |  |
|  |  |  |  |                                                                              |                                                                              |                                                                              |                                                                              |                                                                              |                                                                              |  |  |                                                                  |                                                                  |                                                                  |                                                                  |                                                                  |                                                                  |  |  |                                                                                    |                                                                                    |                                                                                    |                                                                                    |                                                                                    |                                                                                    |  |  | | | | | | |  |  |                                                                |                                                                |                                                                |                                                                |                                                                |                                                                |  |  |                                                                   |                                                                   |                                                                   |                                                                   |                                                                   |                                                                   |  |  |                                                                  |                                                                  |                                                                  |                                                                  | |                                                                  |  |  |                                                                  |                                                                  |                                                                  |                                                                  |                                                                  |                                                                  |  |  |                                                                |                                                                |                                                                |                                                                |                                                                |                                                                |  |  |                                                 |                                                 |                                                 |                                                 |                                                 |                                                 |  |  |
|  |  |  |  | Jean III Orley de Moorsel reçu bourgeois en 1464 mentionné en 1482           | Jean III Orley de Moorsel reçu bourgeois en 1464 mentionné en 1482           | Jean III Orley de Moorsel reçu bourgeois en 1464 mentionné en 1482           | Jean III Orley de Moorsel reçu bourgeois en 1464 mentionné en 1482           | Jean III Orley de Moorsel reçu bourgeois en 1464 mentionné en 1482           | Jean III Orley de Moorsel reçu bourgeois en 1464 mentionné en 1482           |  |  | Marguerite Happaert Épouse mère de Everard II et Valentin        | Marguerite Happaert Épouse mère de Everard II et Valentin        | Marguerite Happaert Épouse mère de Everard II et Valentin        | Marguerite Happaert Épouse mère de Everard II et Valentin        | Marguerite Happaert Épouse mère de Everard II et Valentin        | Marguerite Happaert Épouse mère de Everard II et Valentin        |  |  | Jeanne d'Orley Épouse de Michel de Berlaymont                                      | Jeanne d'Orley Épouse de Michel de Berlaymont                                      | Jeanne d'Orley Épouse de Michel de Berlaymont                                      | Jeanne d'Orley Épouse de Michel de Berlaymont                                      | Jeanne d'Orley Épouse de Michel de Berlaymont                                      | Jeanne d'Orley Épouse de Michel de Berlaymont                                      |  |  | | | | | | |  |  |                                                                |                                                                |                                                                |                                                                |                                                                |                                                                |  |  | Bernard II d'Orley seigneur de Tubize cousin germain de Jean III  | Bernard II d'Orley seigneur de Tubize cousin germain de Jean III  | Bernard II d'Orley seigneur de Tubize cousin germain de Jean III  | Bernard II d'Orley seigneur de Tubize cousin germain de Jean III  | Bernard II d'Orley seigneur de Tubize cousin germain de Jean III  | Bernard II d'Orley seigneur de Tubize cousin germain de Jean III  |  |  | Clément d'Orley seigneur de Linster                              | Clément d'Orley seigneur de Linster                              | Clément d'Orley seigneur de Linster                              | Clément d'Orley seigneur de Linster                              | Clément d'Orley seigneur de Linster                                                                              | Clément d'Orley seigneur de Linster                              |  |  |                                                                  |                                                                  |                                                                  |                                                                  |                                                                  |                                                                  |  |  |                                                                |                                                                |                                                                |                                                                |                                                                |                                                                |  |  |                                                 |                                                 |                                                 |                                                 |                                                 |                                                 |  |  |
|  |  |  |  | Jean III Orley de Moorsel reçu bourgeois en 1464 mentionné en 1482           | Jean III Orley de Moorsel reçu bourgeois en 1464 mentionné en 1482           | Jean III Orley de Moorsel reçu bourgeois en 1464 mentionné en 1482           | Jean III Orley de Moorsel reçu bourgeois en 1464 mentionné en 1482           | Jean III Orley de Moorsel reçu bourgeois en 1464 mentionné en 1482           | Jean III Orley de Moorsel reçu bourgeois en 1464 mentionné en 1482           |  |  | Marguerite Happaert Épouse mère de Everard II et Valentin        | Marguerite Happaert Épouse mère de Everard II et Valentin        | Marguerite Happaert Épouse mère de Everard II et Valentin        | Marguerite Happaert Épouse mère de Everard II et Valentin        | Marguerite Happaert Épouse mère de Everard II et Valentin        | Marguerite Happaert Épouse mère de Everard II et Valentin        |  |  | Jeanne d'Orley Épouse de Michel de Berlaymont                                      | Jeanne d'Orley Épouse de Michel de Berlaymont                                      | Jeanne d'Orley Épouse de Michel de Berlaymont                                      | Jeanne d'Orley Épouse de Michel de Berlaymont                                      | Jeanne d'Orley Épouse de Michel de Berlaymont                                      | Jeanne d'Orley Épouse de Michel de Berlaymont                                      |  |  | | | | | | |  |  |                                                                |                                                                |                                                                |                                                                |                                                                |                                                                |  |  | Bernard II d'Orley seigneur de Tubize cousin germain de Jean III  | Bernard II d'Orley seigneur de Tubize cousin germain de Jean III  | Bernard II d'Orley seigneur de Tubize cousin germain de Jean III  | Bernard II d'Orley seigneur de Tubize cousin germain de Jean III  | Bernard II d'Orley seigneur de Tubize cousin germain de Jean III  | Bernard II d'Orley seigneur de Tubize cousin germain de Jean III  |  |  | Clément d'Orley seigneur de Linster                              | Clément d'Orley seigneur de Linster                              | Clément d'Orley seigneur de Linster                              | Clément d'Orley seigneur de Linster                              | Clément d'Orley seigneur de Linster                                                                              | Clément d'Orley seigneur de Linster                              |  |  |                                                                  |                                                                  |                                                                  |                                                                  |                                                                  |                                                                  |  |  |                                                                |                                                                |                                                                |                                                                |                                                                |                                                                |  |  |                                                 |                                                 |                                                 |                                                 |                                                 |                                                 |  |  |
|  |  |  |  |                                                                              |                                                                              |                                                                              |                                                                              |                                                                              |                                                                              |  |  |                                                                  |                                                                  |                                                                  |                                                                  |                                                                  |                                                                  |  |  |                                                                                    |                                                                                    |                                                                                    |                                                                                    |                                                                                    |                                                                                    |  |  | | | | | | |  |  |                                                                |                                                                |                                                                |                                                                |                                                                |                                                                |  |  |                                                                   |                                                                   |                                                                   |                                                                   |                                                                   |                                                                   |  |  |                                                                  |                                                                  |                                                                  |                                                                  | |                                                                  |  |  |                                                                  |                                                                  |                                                                  |                                                                  |                                                                  |                                                                  |  |  |                                                                |                                                                |                                                                |                                                                |                                                                |                                                                |  |  |                                                 |                                                 |                                                 |                                                 |                                                 |                                                 |  |  |
|  |  |  |  |                                                                              |                                                                              |                                                                              |                                                                              |                                                                              |                                                                              |  |  |                                                                  |                                                                  |                                                                  |                                                                  |                                                                  |                                                                  |  |  |                                                                                    |                                                                                    |                                                                                    |                                                                                    |                                                                                    |                                                                                    |  |  | | | | | | |  |  |                                                                |                                                                |                                                                |                                                                |                                                                |                                                                |  |  |                                                                   |                                                                   |                                                                   |                                                                   |                                                                   |                                                                   |  |  |                                                                  |                                                                  |                                                                  |                                                                  | |                                                                  |  |  |                                                                  |                                                                  |                                                                  |                                                                  |                                                                  |                                                                  |  |  |                                                                |                                                                |                                                                |                                                                |                                                                |                                                                |  |  |                                                 |                                                 |                                                 |                                                 |                                                 |                                                 |  |  |
|  |  |  |  | Everard II d'Orley mentionné 1490 et 1500 Fils légitime et successeur        | Everard II d'Orley mentionné 1490 et 1500 Fils légitime et successeur        | Everard II d'Orley mentionné 1490 et 1500 Fils légitime et successeur        | Everard II d'Orley mentionné 1490 et 1500 Fils légitime et successeur        | Everard II d'Orley mentionné 1490 et 1500 Fils légitime et successeur        | Everard II d'Orley mentionné 1490 et 1500 Fils légitime et successeur        |  |  | Marguerite van Pynbroeck première Épouse en 1490 morte en 1501   | Marguerite van Pynbroeck première Épouse en 1490 morte en 1501   | Marguerite van Pynbroeck première Épouse en 1490 morte en 1501   | Marguerite van Pynbroeck première Épouse en 1490 morte en 1501   | Marguerite van Pynbroeck première Épouse en 1490 morte en 1501   | Marguerite van Pynbroeck première Épouse en 1490 morte en 1501   |  |  | Valentin van d'Orley 1466/68-1532 Fils illégitime Départ de la souche des Peintres | Valentin van d'Orley 1466/68-1532 Fils illégitime Départ de la souche des Peintres | Valentin van d'Orley 1466/68-1532 Fils illégitime Départ de la souche des Peintres | Valentin van d'Orley 1466/68-1532 Fils illégitime Départ de la souche des Peintres | Valentin van d'Orley 1466/68-1532 Fils illégitime Départ de la souche des Peintres | Valentin van d'Orley 1466/68-1532 Fils illégitime Départ de la souche des Peintres |  |  | Barbe van Cappenbergh deuxième Épouse en 1502                                                                      | Barbe van Cappenbergh deuxième Épouse en 1502                                                                      | Barbe van Cappenbergh deuxième Épouse en 1502                                                                      | Barbe van Cappenbergh deuxième Épouse en 1502                                                                      | Barbe van Cappenbergh deuxième Épouse en 1502                                                                      | Barbe van Cappenbergh deuxième Épouse en 1502                                                                      |  |  |                                                                |                                                                |                                                                |                                                                |                                                                |                                                                |  |  | Philippe d'Orley seigneur de Tubize                               | Philippe d'Orley seigneur de Tubize                               | Philippe d'Orley seigneur de Tubize                               | Philippe d'Orley seigneur de Tubize                               | Philippe d'Orley seigneur de Tubize                               | Philippe d'Orley seigneur de Tubize                               |  |  | Bernard III seigneur de Linster                                  | Bernard III seigneur de Linster                                  | Bernard III seigneur de Linster                                  | Bernard III seigneur de Linster                                  | Bernard III seigneur de Linster                                                                                  | Bernard III seigneur de Linster                                  |  |  | Anne de Malberg Épouse en 1554                                   | Anne de Malberg Épouse en 1554                                   | Anne de Malberg Épouse en 1554                                   | Anne de Malberg Épouse en 1554                                   | Anne de Malberg Épouse en 1554                                   | Anne de Malberg Épouse en 1554                                   |  |  |                                                                |                                                                |                                                                |                                                                |                                                                |                                                                |  |  |                                                 |                                                 |                                                 |                                                 |                                                 |                                                 |  |  |
|  |  |  |  | Everard II d'Orley mentionné 1490 et 1500 Fils légitime et successeur        | Everard II d'Orley mentionné 1490 et 1500 Fils légitime et successeur        | Everard II d'Orley mentionné 1490 et 1500 Fils légitime et successeur        | Everard II d'Orley mentionné 1490 et 1500 Fils légitime et successeur        | Everard II d'Orley mentionné 1490 et 1500 Fils légitime et successeur        | Everard II d'Orley mentionné 1490 et 1500 Fils légitime et successeur        |  |  | Marguerite van Pynbroeck première Épouse en 1490 morte en 1501   | Marguerite van Pynbroeck première Épouse en 1490 morte en 1501   | Marguerite van Pynbroeck première Épouse en 1490 morte en 1501   | Marguerite van Pynbroeck première Épouse en 1490 morte en 1501   | Marguerite van Pynbroeck première Épouse en 1490 morte en 1501   | Marguerite van Pynbroeck première Épouse en 1490 morte en 1501   |  |  | Valentin van d'Orley 1466/68-1532 Fils illégitime Départ de la souche des Peintres | Valentin van d'Orley 1466/68-1532 Fils illégitime Départ de la souche des Peintres | Valentin van d'Orley 1466/68-1532 Fils illégitime Départ de la souche des Peintres | Valentin van d'Orley 1466/68-1532 Fils illégitime Départ de la souche des Peintres | Valentin van d'Orley 1466/68-1532 Fils illégitime Départ de la souche des Peintres | Valentin van d'Orley 1466/68-1532 Fils illégitime Départ de la souche des Peintres |  |  | Barbe van Cappenbergh deuxième Épouse en 1502                                                                      | Barbe van Cappenbergh deuxième Épouse en 1502                                                                      | Barbe van Cappenbergh deuxième Épouse en 1502                                                                      | Barbe van Cappenbergh deuxième Épouse en 1502                                                                      | Barbe van Cappenbergh deuxième Épouse en 1502                                                                      | Barbe van Cappenbergh deuxième Épouse en 1502                                                                      |  |  |                                                                |                                                                |                                                                |                                                                |                                                                |                                                                |  |  | Philippe d'Orley seigneur de Tubize                               | Philippe d'Orley seigneur de Tubize                               | Philippe d'Orley seigneur de Tubize                               | Philippe d'Orley seigneur de Tubize                               | Philippe d'Orley seigneur de Tubize                               | Philippe d'Orley seigneur de Tubize                               |  |  | Bernard III seigneur de Linster                                  | Bernard III seigneur de Linster                                  | Bernard III seigneur de Linster                                  | Bernard III seigneur de Linster                                  | Bernard III seigneur de Linster                                                                                  | Bernard III seigneur de Linster                                  |  |  | Anne de Malberg Épouse en 1554                                   | Anne de Malberg Épouse en 1554                                   | Anne de Malberg Épouse en 1554                                   | Anne de Malberg Épouse en 1554                                   | Anne de Malberg Épouse en 1554                                   | Anne de Malberg Épouse en 1554                                   |  |  |                                                                |                                                                |                                                                |                                                                |                                                                |                                                                |  |  |                                                 |                                                 |                                                 |                                                 |                                                 |                                                 |  |  |
|  |  |  |  |                                                                              |                                                                              |                                                                              |                                                                              |                                                                              |                                                                              |  |  |                                                                  |                                                                  |                                                                  |                                                                  |                                                                  |                                                                  |  |  |                                                                                    |                                                                                    |                                                                                    |                                                                                    |                                                                                    |                                                                                    |  |  | | | | | | |  |  |                                                                |                                                                |                                                                |                                                                |                                                                |                                                                |  |  |                                                                   |                                                                   |                                                                   |                                                                   |                                                                   |                                                                   |  |  |                                                                  |                                                                  |                                                                  |                                                                  | |                                                                  |  |  |                                                                  |                                                                  |                                                                  |                                                                  |                                                                  |                                                                  |  |  |                                                                |                                                                |                                                                |                                                                |                                                                |                                                                |  |  |                                                 |                                                 |                                                 |                                                 |                                                 |                                                 |  |  |
|  |  |  |  |                                                                              |                                                                              |                                                                              |                                                                              |                                                                              |                                                                              |  |  |                                                                  |                                                                  |                                                                  |                                                                  |                                                                  |                                                                  |  |  |                                                                                    |                                                                                    |                                                                                    |                                                                                    |                                                                                    |                                                                                    |  |  | | | | | | |  |  |                                                                |                                                                |                                                                |                                                                |                                                                |                                                                |  |  |                                                                   |                                                                   |                                                                   |                                                                   |                                                                   |                                                                   |  |  |                                                                  |                                                                  |                                                                  |                                                                  | |                                                                  |  |  |                                                                  |                                                                  |                                                                  |                                                                  |                                                                  |                                                                  |  |  |                                                                |                                                                |                                                                |                                                                |                                                                |                                                                |  |  |                                                 |                                                 |                                                 |                                                 |                                                 |                                                 |  |  |
|  |  |  |  | Jeanne van Orley fille mariée à Jean Suls                                    | Jeanne van Orley fille mariée à Jean Suls                                    | Jeanne van Orley fille mariée à Jean Suls                                    | Jeanne van Orley fille mariée à Jean Suls                                    | Jeanne van Orley fille mariée à Jean Suls                                    | Jeanne van Orley fille mariée à Jean Suls                                    |  |  |                                                                  |                                                                  |                                                                  |                                                                  |                                                                  |                                                                  |  |  | six enfants dont quatre fils peintres                                              | six enfants dont quatre fils peintres                                              | six enfants dont quatre fils peintres                                              | six enfants dont quatre fils peintres                                              | six enfants dont quatre fils peintres                                              | six enfants dont quatre fils peintres                                              |  |  | | | | | | |  |  |                                                                |                                                                |                                                                |                                                                |                                                                |                                                                |  |  |                                                                   |                                                                   |                                                                   |                                                                   |                                                                   |                                                                   |  |  |                                                                  |                                                                  |                                                                  |                                                                  | |                                                                  |  |  |                                                                  |                                                                  |                                                                  |                                                                  |                                                                  |                                                                  |  |  |                                                                |                                                                |                                                                |                                                                |                                                                |                                                                |  |  |                                                 |                                                 |                                                 |                                                 |                                                 |                                                 |  |  |
|  |  |  |  | Jeanne van Orley fille mariée à Jean Suls                                    | Jeanne van Orley fille mariée à Jean Suls                                    | Jeanne van Orley fille mariée à Jean Suls                                    | Jeanne van Orley fille mariée à Jean Suls                                    | Jeanne van Orley fille mariée à Jean Suls                                    | Jeanne van Orley fille mariée à Jean Suls                                    |  |  |                                                                  |                                                                  |                                                                  |                                                                  |                                                                  |                                                                  |  |  | six enfants dont quatre fils peintres                                              | six enfants dont quatre fils peintres                                              | six enfants dont quatre fils peintres                                              | six enfants dont quatre fils peintres                                              | six enfants dont quatre fils peintres                                              | six enfants dont quatre fils peintres                                              |  |  | | | | | | |  |  |                                                                |                                                                |                                                                |                                                                |                                                                |                                                                |  |  |                                                                   |                                                                   |                                                                   |                                                                   |                                                                   |                                                                   |  |  |                                                                  |                                                                  |                                                                  |                                                                  | |                                                                  |  |  |                                                                  |                                                                  |                                                                  |                                                                  |                                                                  |                                                                  |  |  |                                                                |                                                                |                                                                |                                                                |                                                                |                                                                |  |  |                                                 |                                                 |                                                 |                                                 |                                                 |                                                 |  |  |
|  |  |  |  |                                                                              |                                                                              |                                                                              |                                                                              |                                                                              |                                                                              |  |  |                                                                  |                                                                  |                                                                  |                                                                  |                                                                  |                                                                  |  |  |                                                                                    |                                                                                    |                                                                                    |                                                                                    |                                                                                    |                                                                                    |  |  | | | | | | |  |  |                                                                |                                                                |                                                                |                                                                |                                                                |                                                                |  |  |                                                                   |                                                                   |                                                                   |                                                                   |                                                                   |                                                                   |  |  |                                                                  |                                                                  |                                                                  |                                                                  | |                                                                  |  |  |                                                                  |                                                                  |                                                                  |                                                                  |                                                                  |                                                                  |  |  |                                                                |                                                                |                                                                |                                                                |                                                                |                                                                |  |  |                                                 |                                                 |                                                 |                                                 |                                                 |                                                 |  |  |
|  |  |  |  | Élisabeth Schreyers Mère de sept enfants                                     | Élisabeth Schreyers Mère de sept enfants                                     | Élisabeth Schreyers Mère de sept enfants                                     | Élisabeth Schreyers Mère de sept enfants                                     | Élisabeth Schreyers Mère de sept enfants                                     | Élisabeth Schreyers Mère de sept enfants                                     |  |  | Everard van Orley troisième fils après 1492-(?) Peintre          | Everard van Orley troisième fils après 1492-(?) Peintre          | Everard van Orley troisième fils après 1492-(?) Peintre          | Everard van Orley troisième fils après 1492-(?) Peintre          | Everard van Orley troisième fils après 1492-(?) Peintre          | Everard van Orley troisième fils après 1492-(?) Peintre          |  |  | Barbe Geerts seconde épouse                                                        | Barbe Geerts seconde épouse                                                        | Barbe Geerts seconde épouse                                                        | Barbe Geerts seconde épouse                                                        | Barbe Geerts seconde épouse                                                        | Barbe Geerts seconde épouse                                                        |  |  | Agnès Zeghers sept enfants morte le 13 septembre 1539 sept enfants                                                 | Agnès Zeghers sept enfants morte le 13 septembre 1539 sept enfants                                                 | Agnès Zeghers sept enfants morte le 13 septembre 1539 sept enfants                                                 | Agnès Zeghers sept enfants morte le 13 septembre 1539 sept enfants                                                 | Agnès Zeghers sept enfants morte le 13 septembre 1539 sept enfants                                                 | Agnès Zeghers sept enfants morte le 13 septembre 1539 sept enfants                                                 |  |  | Bernard van Orley Deuxième fils 1492-1542 Peintre neuf enfants | Bernard van Orley Deuxième fils 1492-1542 Peintre neuf enfants | Bernard van Orley Deuxième fils 1492-1542 Peintre neuf enfants | Bernard van Orley Deuxième fils 1492-1542 Peintre neuf enfants | Bernard van Orley Deuxième fils 1492-1542 Peintre neuf enfants | Bernard van Orley Deuxième fils 1492-1542 Peintre neuf enfants |  |  | Catherine Hellinck seconde épouse 25 novembre 1539 deux enfants   | Catherine Hellinck seconde épouse 25 novembre 1539 deux enfants   | Catherine Hellinck seconde épouse 25 novembre 1539 deux enfants   | Catherine Hellinck seconde épouse 25 novembre 1539 deux enfants   | Catherine Hellinck seconde épouse 25 novembre 1539 deux enfants   | Catherine Hellinck seconde épouse 25 novembre 1539 deux enfants   |  |  | Philippe van Orley Aîné des fils 1491-1566 Peintre               | Philippe van Orley Aîné des fils 1491-1566 Peintre               | Philippe van Orley Aîné des fils 1491-1566 Peintre               | Philippe van Orley Aîné des fils 1491-1566 Peintre               | Philippe van Orley Aîné des fils 1491-1566 Peintre                                                               | Philippe van Orley Aîné des fils 1491-1566 Peintre               |  |  | Marguerite Mertens mère de Catherine épouse de Guillaume Mennens | Marguerite Mertens mère de Catherine épouse de Guillaume Mennens | Marguerite Mertens mère de Catherine épouse de Guillaume Mennens | Marguerite Mertens mère de Catherine épouse de Guillaume Mennens | Marguerite Mertens mère de Catherine épouse de Guillaume Mennens | Marguerite Mertens mère de Catherine épouse de Guillaume Mennens |  |  | Gomar ou Gommaire van Orley Quatrième fils XVIe siècle Peintre | Gomar ou Gommaire van Orley Quatrième fils XVIe siècle Peintre | Gomar ou Gommaire van Orley Quatrième fils XVIe siècle Peintre | Gomar ou Gommaire van Orley Quatrième fils XVIe siècle Peintre | Gomar ou Gommaire van Orley Quatrième fils XVIe siècle Peintre | Gomar ou Gommaire van Orley Quatrième fils XVIe siècle Peintre |  |  | Élisabeth van Conninxloo                        | Élisabeth van Conninxloo                        | Élisabeth van Conninxloo                        | Élisabeth van Conninxloo                        | Élisabeth van Conninxloo                        | Élisabeth van Conninxloo                        |  |  |
|  |  |  |  | Élisabeth Schreyers Mère de sept enfants                                     | Élisabeth Schreyers Mère de sept enfants                                     | Élisabeth Schreyers Mère de sept enfants                                     | Élisabeth Schreyers Mère de sept enfants                                     | Élisabeth Schreyers Mère de sept enfants                                     | Élisabeth Schreyers Mère de sept enfants                                     |  |  | Everard van Orley troisième fils après 1492-(?) Peintre          | Everard van Orley troisième fils après 1492-(?) Peintre          | Everard van Orley troisième fils après 1492-(?) Peintre          | Everard van Orley troisième fils après 1492-(?) Peintre          | Everard van Orley troisième fils après 1492-(?) Peintre          | Everard van Orley troisième fils après 1492-(?) Peintre          |  |  | Barbe Geerts seconde épouse                                                        | Barbe Geerts seconde épouse                                                        | Barbe Geerts seconde épouse                                                        | Barbe Geerts seconde épouse                                                        | Barbe Geerts seconde épouse                                                        | Barbe Geerts seconde épouse                                                        |  |  | Agnès Zeghers sept enfants morte le 13 septembre 1539 sept enfants                                                 | Agnès Zeghers sept enfants morte le 13 septembre 1539 sept enfants                                                 | Agnès Zeghers sept enfants morte le 13 septembre 1539 sept enfants                                                 | Agnès Zeghers sept enfants morte le 13 septembre 1539 sept enfants                                                 | Agnès Zeghers sept enfants morte le 13 septembre 1539 sept enfants                                                 | Agnès Zeghers sept enfants morte le 13 septembre 1539 sept enfants                                                 |  |  | Bernard van Orley Deuxième fils 1492-1542 Peintre neuf enfants | Bernard van Orley Deuxième fils 1492-1542 Peintre neuf enfants | Bernard van Orley Deuxième fils 1492-1542 Peintre neuf enfants | Bernard van Orley Deuxième fils 1492-1542 Peintre neuf enfants | Bernard van Orley Deuxième fils 1492-1542 Peintre neuf enfants | Bernard van Orley Deuxième fils 1492-1542 Peintre neuf enfants |  |  | Catherine Hellinck seconde épouse 25 novembre 1539 deux enfants   | Catherine Hellinck seconde épouse 25 novembre 1539 deux enfants   | Catherine Hellinck seconde épouse 25 novembre 1539 deux enfants   | Catherine Hellinck seconde épouse 25 novembre 1539 deux enfants   | Catherine Hellinck seconde épouse 25 novembre 1539 deux enfants   | Catherine Hellinck seconde épouse 25 novembre 1539 deux enfants   |  |  | Philippe van Orley Aîné des fils 1491-1566 Peintre               | Philippe van Orley Aîné des fils 1491-1566 Peintre               | Philippe van Orley Aîné des fils 1491-1566 Peintre               | Philippe van Orley Aîné des fils 1491-1566 Peintre               | Philippe van Orley Aîné des fils 1491-1566 Peintre                                                               | Philippe van Orley Aîné des fils 1491-1566 Peintre               |  |  | Marguerite Mertens mère de Catherine épouse de Guillaume Mennens | Marguerite Mertens mère de Catherine épouse de Guillaume Mennens | Marguerite Mertens mère de Catherine épouse de Guillaume Mennens | Marguerite Mertens mère de Catherine épouse de Guillaume Mennens | Marguerite Mertens mère de Catherine épouse de Guillaume Mennens | Marguerite Mertens mère de Catherine épouse de Guillaume Mennens |  |  | Gomar ou Gommaire van Orley Quatrième fils XVIe siècle Peintre | Gomar ou Gommaire van Orley Quatrième fils XVIe siècle Peintre | Gomar ou Gommaire van Orley Quatrième fils XVIe siècle Peintre | Gomar ou Gommaire van Orley Quatrième fils XVIe siècle Peintre | Gomar ou Gommaire van Orley Quatrième fils XVIe siècle Peintre | Gomar ou Gommaire van Orley Quatrième fils XVIe siècle Peintre |  |  | Élisabeth van Conninxloo                        | Élisabeth van Conninxloo                        | Élisabeth van Conninxloo                        | Élisabeth van Conninxloo                        | Élisabeth van Conninxloo                        | Élisabeth van Conninxloo                        |  |  |
|  |  |  |  |                                                                              |                                                                              |                                                                              |                                                                              |                                                                              |                                                                              |  |  |                                                                  |                                                                  |                                                                  |                                                                  |                                                                  |                                                                  |  |  |                                                                                    |                                                                                    |                                                                                    |                                                                                    |                                                                                    |                                                                                    |  |  | | | | | | |  |  |                                                                |                                                                |                                                                |                                                                |                                                                |                                                                |  |  |                                                                   |                                                                   |                                                                   |                                                                   |                                                                   |                                                                   |  |  |                                                                  |                                                                  |                                                                  |                                                                  | |                                                                  |  |  |                                                                  |                                                                  |                                                                  |                                                                  |                                                                  |                                                                  |  |  |                                                                |                                                                |                                                                |                                                                |                                                                |                                                                |  |  |                                                 |                                                 |                                                 |                                                 |                                                 |                                                 |  |  |
|  |  |  |  |                                                                              |                                                                              |                                                                              |                                                                              |                                                                              |                                                                              |  |  |                                                                  |                                                                  |                                                                  |                                                                  |                                                                  |                                                                  |  |  |                                                                                    |                                                                                    |                                                                                    |                                                                                    |                                                                                    |                                                                                    |  |  | | | | | | |  |  |                                                                |                                                                |                                                                |                                                                |                                                                |                                                                |  |  |                                                                   |                                                                   |                                                                   |                                                                   |                                                                   |                                                                   |  |  |                                                                  |                                                                  |                                                                  |                                                                  | |                                                                  |  |  |                                                                  |                                                                  |                                                                  |                                                                  |                                                                  |                                                                  |  |  |                                                                |                                                                |                                                                |                                                                |                                                                |                                                                |  |  |                                                 |                                                 |                                                 |                                                 |                                                 |                                                 |  |  |
|  |  |  |  |                                                                              |                                                                              |                                                                              |                                                                              |                                                                              |                                                                              |  |  | Philippe Michel et Mathieu Gilles et Paul Jeanne Pauline         | Philippe Michel et Mathieu Gilles et Paul Jeanne Pauline         | Philippe Michel et Mathieu Gilles et Paul Jeanne Pauline         | Philippe Michel et Mathieu Gilles et Paul Jeanne Pauline         | Philippe Michel et Mathieu Gilles et Paul Jeanne Pauline         | Philippe Michel et Mathieu Gilles et Paul Jeanne Pauline         |  |  | Jeanne Anne Jean Barbe Bernard                                                     | Jeanne Anne Jean Barbe Bernard                                                     | Jeanne Anne Jean Barbe Bernard                                                     | Jeanne Anne Jean Barbe Bernard                                                     | Jeanne Anne Jean Barbe Bernard                                                     | Jeanne Anne Jean Barbe Bernard                                                     |  |  | Michel van Orley né entre 1500 et 1539 Peintre                                                                     | Michel van Orley né entre 1500 et 1539 Peintre                                                                     | Michel van Orley né entre 1500 et 1539 Peintre                                                                     | Michel van Orley né entre 1500 et 1539 Peintre                                                                     | Michel van Orley né entre 1500 et 1539 Peintre                                                                     | Michel van Orley né entre 1500 et 1539 Peintre                                                                     |  |  | Jérôme I van Orley né entre 1500-1539 Peintre                  | Jérôme I van Orley né entre 1500-1539 Peintre                  | Jérôme I van Orley né entre 1500-1539 Peintre                  | Jérôme I van Orley né entre 1500-1539 Peintre                  | Jérôme I van Orley né entre 1500-1539 Peintre                  | Jérôme I van Orley né entre 1500-1539 Peintre                  |  |  | Giles van Orley né entre 1539-1542 Peintre                        | Giles van Orley né entre 1539-1542 Peintre                        | Giles van Orley né entre 1539-1542 Peintre                        | Giles van Orley né entre 1539-1542 Peintre                        | Giles van Orley né entre 1539-1542 Peintre                        | Giles van Orley né entre 1539-1542 Peintre                        |  |  | Laurence van Orley                                               | Laurence van Orley                                               | Laurence van Orley                                               | Laurence van Orley                                               | Laurence van Orley                                                                                               | Laurence van Orley                                               |  |  |                                                                  |                                                                  |                                                                  |                                                                  |                                                                  |                                                                  |  |  | Josine van Orley Épouse de Antoine Leyniers                    | Josine van Orley Épouse de Antoine Leyniers                    | Josine van Orley Épouse de Antoine Leyniers                    | Josine van Orley Épouse de Antoine Leyniers                    | Josine van Orley Épouse de Antoine Leyniers                    | Josine van Orley Épouse de Antoine Leyniers                    |  |  | Antoine Leyniers ou Leniers XVIe siècle Peintre | Antoine Leyniers ou Leniers XVIe siècle Peintre | Antoine Leyniers ou Leniers XVIe siècle Peintre | Antoine Leyniers ou Leniers XVIe siècle Peintre | Antoine Leyniers ou Leniers XVIe siècle Peintre | Antoine Leyniers ou Leniers XVIe siècle Peintre |  |  |
|  |  |  |  |                                                                              |                                                                              |                                                                              |                                                                              |                                                                              |                                                                              |  |  | Philippe Michel et Mathieu Gilles et Paul Jeanne Pauline         | Philippe Michel et Mathieu Gilles et Paul Jeanne Pauline         | Philippe Michel et Mathieu Gilles et Paul Jeanne Pauline         | Philippe Michel et Mathieu Gilles et Paul Jeanne Pauline         | Philippe Michel et Mathieu Gilles et Paul Jeanne Pauline         | Philippe Michel et Mathieu Gilles et Paul Jeanne Pauline         |  |  | Jeanne Anne Jean Barbe Bernard                                                     | Jeanne Anne Jean Barbe Bernard                                                     | Jeanne Anne Jean Barbe Bernard                                                     | Jeanne Anne Jean Barbe Bernard                                                     | Jeanne Anne Jean Barbe Bernard                                                     | Jeanne Anne Jean Barbe Bernard                                                     |  |  | Michel van Orley né entre 1500 et 1539 Peintre                                                                     | Michel van Orley né entre 1500 et 1539 Peintre                                                                     | Michel van Orley né entre 1500 et 1539 Peintre                                                                     | Michel van Orley né entre 1500 et 1539 Peintre                                                                     | Michel van Orley né entre 1500 et 1539 Peintre                                                                     | Michel van Orley né entre 1500 et 1539 Peintre                                                                     |  |  | Jérôme I van Orley né entre 1500-1539 Peintre                  | Jérôme I van Orley né entre 1500-1539 Peintre                  | Jérôme I van Orley né entre 1500-1539 Peintre                  | Jérôme I van Orley né entre 1500-1539 Peintre                  | Jérôme I van Orley né entre 1500-1539 Peintre                  | Jérôme I van Orley né entre 1500-1539 Peintre                  |  |  | Giles van Orley né entre 1539-1542 Peintre                        | Giles van Orley né entre 1539-1542 Peintre                        | Giles van Orley né entre 1539-1542 Peintre                        | Giles van Orley né entre 1539-1542 Peintre                        | Giles van Orley né entre 1539-1542 Peintre                        | Giles van Orley né entre 1539-1542 Peintre                        |  |  | Laurence van Orley                                               | Laurence van Orley                                               | Laurence van Orley                                               | Laurence van Orley                                               | Laurence van Orley                                                                                               | Laurence van Orley                                               |  |  |                                                                  |                                                                  |                                                                  |                                                                  |                                                                  |                                                                  |  |  | Josine van Orley Épouse de Antoine Leyniers                    | Josine van Orley Épouse de Antoine Leyniers                    | Josine van Orley Épouse de Antoine Leyniers                    | Josine van Orley Épouse de Antoine Leyniers                    | Josine van Orley Épouse de Antoine Leyniers                    | Josine van Orley Épouse de Antoine Leyniers                    |  |  | Antoine Leyniers ou Leniers XVIe siècle Peintre | Antoine Leyniers ou Leniers XVIe siècle Peintre | Antoine Leyniers ou Leniers XVIe siècle Peintre | Antoine Leyniers ou Leniers XVIe siècle Peintre | Antoine Leyniers ou Leniers XVIe siècle Peintre | Antoine Leyniers ou Leniers XVIe siècle Peintre |  |  |
|  |  |  |  |                                                                              |                                                                              |                                                                              |                                                                              |                                                                              |                                                                              |  |  |                                                                  |                                                                  |                                                                  |                                                                  |                                                                  |                                                                  |  |  |                                                                                    |                                                                                    |                                                                                    |                                                                                    |                                                                                    |                                                                                    |  |  | | | | | | |  |  |                                                                |                                                                |                                                                |                                                                |                                                                |                                                                |  |  |                                                                   |                                                                   |                                                                   |                                                                   |                                                                   |                                                                   |  |  |                                                                  |                                                                  |                                                                  |                                                                  | |                                                                  |  |  |                                                                  |                                                                  |                                                                  |                                                                  |                                                                  |                                                                  |  |  |                                                                |                                                                |                                                                |                                                                |                                                                |                                                                |  |  |                                                 |                                                 |                                                 |                                                 |                                                 |                                                 |  |  |
|  |  |  |  |                                                                              |                                                                              |                                                                              |                                                                              |                                                                              |                                                                              |  |  |                                                                  |                                                                  |                                                                  |                                                                  |                                                                  |                                                                  |  |  |                                                                                    |                                                                                    |                                                                                    |                                                                                    |                                                                                    |                                                                                    |  |  | | | | | | |  |  |                                                                |                                                                |                                                                |                                                                |                                                                |                                                                |  |  | Hieronymus ou Jérôme II van Orley XVIIe siècle Peintre décorateur | Hieronymus ou Jérôme II van Orley XVIIe siècle Peintre décorateur | Hieronymus ou Jérôme II van Orley XVIIe siècle Peintre décorateur | Hieronymus ou Jérôme II van Orley XVIIe siècle Peintre décorateur | Hieronymus ou Jérôme II van Orley XVIIe siècle Peintre décorateur | Hieronymus ou Jérôme II van Orley XVIIe siècle Peintre décorateur |  |  | Barbe Caulaert Épouse mère de quatre enfants                     | Barbe Caulaert Épouse mère de quatre enfants                     | Barbe Caulaert Épouse mère de quatre enfants                     | Barbe Caulaert Épouse mère de quatre enfants                     | Barbe Caulaert Épouse mère de quatre enfants                                                                     | Barbe Caulaert Épouse mère de quatre enfants                     |  |  |                                                                  |                                                                  |                                                                  |                                                                  |                                                                  |                                                                  |  |  |                                                                |                                                                |                                                                |                                                                |                                                                |                                                                |  |  |                                                 |                                                 |                                                 |                                                 |                                                 |                                                 |  |  |
|  |  |  |  |                                                                              |                                                                              |                                                                              |                                                                              |                                                                              |                                                                              |  |  |                                                                  |                                                                  |                                                                  |                                                                  |                                                                  |                                                                  |  |  |                                                                                    |                                                                                    |                                                                                    |                                                                                    |                                                                                    |                                                                                    |  |  | | | | | | |  |  |                                                                |                                                                |                                                                |                                                                |                                                                |                                                                |  |  | Hieronymus ou Jérôme II van Orley XVIIe siècle Peintre décorateur | Hieronymus ou Jérôme II van Orley XVIIe siècle Peintre décorateur | Hieronymus ou Jérôme II van Orley XVIIe siècle Peintre décorateur | Hieronymus ou Jérôme II van Orley XVIIe siècle Peintre décorateur | Hieronymus ou Jérôme II van Orley XVIIe siècle Peintre décorateur | Hieronymus ou Jérôme II van Orley XVIIe siècle Peintre décorateur |  |  | Barbe Caulaert Épouse mère de quatre enfants                     | Barbe Caulaert Épouse mère de quatre enfants                     | Barbe Caulaert Épouse mère de quatre enfants                     | Barbe Caulaert Épouse mère de quatre enfants                     | Barbe Caulaert Épouse mère de quatre enfants                                                                     | Barbe Caulaert Épouse mère de quatre enfants                     |  |  |                                                                  |                                                                  |                                                                  |                                                                  |                                                                  |                                                                  |  |  |                                                                |                                                                |                                                                |                                                                |                                                                |                                                                |  |  |                                                 |                                                 |                                                 |                                                 |                                                 |                                                 |  |  |
|  |  |  |  |                                                                              |                                                                              |                                                                              |                                                                              |                                                                              |                                                                              |  |  |                                                                  |                                                                  |                                                                  |                                                                  |                                                                  |                                                                  |  |  |                                                                                    |                                                                                    |                                                                                    |                                                                                    |                                                                                    |                                                                                    |  |  | | | | | | |  |  |                                                                |                                                                |                                                                |                                                                |                                                                |                                                                |  |  |                                                                   |                                                                   |                                                                   |                                                                   |                                                                   |                                                                   |  |  |                                                                  |                                                                  |                                                                  |                                                                  | |                                                                  |  |  |                                                                  |                                                                  |                                                                  |                                                                  |                                                                  |                                                                  |  |  |                                                                |                                                                |                                                                |                                                                |                                                                |                                                                |  |  |                                                 |                                                 |                                                 |                                                 |                                                 |                                                 |  |  |
|  |  |  |  |                                                                              |                                                                              |                                                                              |                                                                              |                                                                              |                                                                              |  |  |                                                                  |                                                                  |                                                                  |                                                                  |                                                                  |                                                                  |  |  |                                                                                    |                                                                                    |                                                                                    |                                                                                    |                                                                                    |                                                                                    |  |  | | | | | | |  |  |                                                                |                                                                |                                                                |                                                                |                                                                |                                                                |  |  |                                                                   |                                                                   |                                                                   |                                                                   |                                                                   |                                                                   |  |  |                                                                  |                                                                  |                                                                  |                                                                  | |                                                                  |  |  |                                                                  |                                                                  |                                                                  |                                                                  |                                                                  |                                                                  |  |  |                                                                |                                                                |                                                                |                                                                |                                                                |                                                                |  |  |                                                 |                                                 |                                                 |                                                 |                                                 |                                                 |  |  |
|  |  |  |  |                                                                              |                                                                              |                                                                              |                                                                              |                                                                              |                                                                              |  |  |                                                                  |                                                                  |                                                                  |                                                                  |                                                                  |                                                                  |  |  |                                                                                    |                                                                                    |                                                                                    |                                                                                    |                                                                                    |                                                                                    |  |  | Hieronymus ou Jérôme III d'Orley XVIIe siècle Peintre, décorateur et dessinateur                                   | Hieronymus ou Jérôme III d'Orley XVIIe siècle Peintre, décorateur et dessinateur                                   | Hieronymus ou Jérôme III d'Orley XVIIe siècle Peintre, décorateur et dessinateur                                   | Hieronymus ou Jérôme III d'Orley XVIIe siècle Peintre, décorateur et dessinateur                                   | Hieronymus ou Jérôme III d'Orley XVIIe siècle Peintre, décorateur et dessinateur                                   | Hieronymus ou Jérôme III d'Orley XVIIe siècle Peintre, décorateur et dessinateur                                   |  |  | Josine Criex Épouse mère de Jan et Richard                     | Josine Criex Épouse mère de Jan et Richard                     | Josine Criex Épouse mère de Jan et Richard                     | Josine Criex Épouse mère de Jan et Richard                     | Josine Criex Épouse mère de Jan et Richard                     | Josine Criex Épouse mère de Jan et Richard                     |  |  | Pieter van Orley 1638-1708 Paysagiste et miniaturiste             | Pieter van Orley 1638-1708 Paysagiste et miniaturiste             | Pieter van Orley 1638-1708 Paysagiste et miniaturiste             | Pieter van Orley 1638-1708 Paysagiste et miniaturiste             | Pieter van Orley 1638-1708 Paysagiste et miniaturiste             | Pieter van Orley 1638-1708 Paysagiste et miniaturiste             |  |  | Franz ou François van Orley XVIIe siècle Peintre d'histoire      | Franz ou François van Orley XVIIe siècle Peintre d'histoire      | Franz ou François van Orley XVIIe siècle Peintre d'histoire      | Franz ou François van Orley XVIIe siècle Peintre d'histoire      | Franz ou François van Orley XVIIe siècle Peintre d'histoire                                                      | Franz ou François van Orley XVIIe siècle Peintre d'histoire      |  |  | Richard I van Orley XVIIe siècle Activité inconnue               | Richard I van Orley XVIIe siècle Activité inconnue               | Richard I van Orley XVIIe siècle Activité inconnue               | Richard I van Orley XVIIe siècle Activité inconnue               | Richard I van Orley XVIIe siècle Activité inconnue               | Richard I van Orley XVIIe siècle Activité inconnue               |  |  |                                                                |                                                                |                                                                |                                                                |                                                                |                                                                |  |  |                                                 |                                                 |                                                 |                                                 |                                                 |                                                 |  |  |
|  |  |  |  |                                                                              |                                                                              |                                                                              |                                                                              |                                                                              |                                                                              |  |  |                                                                  |                                                                  |                                                                  |                                                                  |                                                                  |                                                                  |  |  |                                                                                    |                                                                                    |                                                                                    |                                                                                    |                                                                                    |                                                                                    |  |  | Hieronymus ou Jérôme III d'Orley XVIIe siècle Peintre, décorateur et dessinateur                                   | Hieronymus ou Jérôme III d'Orley XVIIe siècle Peintre, décorateur et dessinateur                                   | Hieronymus ou Jérôme III d'Orley XVIIe siècle Peintre, décorateur et dessinateur                                   | Hieronymus ou Jérôme III d'Orley XVIIe siècle Peintre, décorateur et dessinateur                                   | Hieronymus ou Jérôme III d'Orley XVIIe siècle Peintre, décorateur et dessinateur                                   | Hieronymus ou Jérôme III d'Orley XVIIe siècle Peintre, décorateur et dessinateur                                   |  |  | Josine Criex Épouse mère de Jan et Richard                     | Josine Criex Épouse mère de Jan et Richard                     | Josine Criex Épouse mère de Jan et Richard                     | Josine Criex Épouse mère de Jan et Richard                     | Josine Criex Épouse mère de Jan et Richard                     | Josine Criex Épouse mère de Jan et Richard                     |  |  | Pieter van Orley 1638-1708 Paysagiste et miniaturiste             | Pieter van Orley 1638-1708 Paysagiste et miniaturiste             | Pieter van Orley 1638-1708 Paysagiste et miniaturiste             | Pieter van Orley 1638-1708 Paysagiste et miniaturiste             | Pieter van Orley 1638-1708 Paysagiste et miniaturiste             | Pieter van Orley 1638-1708 Paysagiste et miniaturiste             |  |  | Franz ou François van Orley XVIIe siècle Peintre d'histoire      | Franz ou François van Orley XVIIe siècle Peintre d'histoire      | Franz ou François van Orley XVIIe siècle Peintre d'histoire      | Franz ou François van Orley XVIIe siècle Peintre d'histoire      | Franz ou François van Orley XVIIe siècle Peintre d'histoire                                                      | Franz ou François van Orley XVIIe siècle Peintre d'histoire      |  |  | Richard I van Orley XVIIe siècle Activité inconnue               | Richard I van Orley XVIIe siècle Activité inconnue               | Richard I van Orley XVIIe siècle Activité inconnue               | Richard I van Orley XVIIe siècle Activité inconnue               | Richard I van Orley XVIIe siècle Activité inconnue               | Richard I van Orley XVIIe siècle Activité inconnue               |  |  |                                                                |                                                                |                                                                |                                                                |                                                                |                                                                |  |  |                                                 |                                                 |                                                 |                                                 |                                                 |                                                 |  |  |
|  |  |  |  |                                                                              |                                                                              |                                                                              |                                                                              |                                                                              |                                                                              |  |  |                                                                  |                                                                  |                                                                  |                                                                  |                                                                  |                                                                  |  |  |                                                                                    |                                                                                    |                                                                                    |                                                                                    |                                                                                    |                                                                                    |  |  | | | | | | |  |  |                                                                |                                                                |                                                                |                                                                |                                                                |                                                                |  |  |                                                                   |                                                                   |                                                                   |                                                                   |                                                                   |                                                                   |  |  |                                                                  |                                                                  |                                                                  |                                                                  | |                                                                  |  |  |                                                                  |                                                                  |                                                                  |                                                                  |                                                                  |                                                                  |  |  |                                                                |                                                                |                                                                |                                                                |                                                                |                                                                |  |  |                                                 |                                                 |                                                 |                                                 |                                                 |                                                 |  |  |
|  |  |  |  |                                                                              |                                                                              |                                                                              |                                                                              |                                                                              |                                                                              |  |  |                                                                  |                                                                  |                                                                  |                                                                  |                                                                  |                                                                  |  |  |                                                                                    |                                                                                    |                                                                                    |                                                                                    |                                                                                    |                                                                                    |  |  | | | | | | |  |  |                                                                |                                                                |                                                                |                                                                |                                                                |                                                                |  |  |                                                                   |                                                                   |                                                                   |                                                                   |                                                                   |                                                                   |  |  |                                                                  |                                                                  |                                                                  |                                                                  | |                                                                  |  |  |                                                                  |                                                                  |                                                                  |                                                                  |                                                                  |                                                                  |  |  |                                                                |                                                                |                                                                |                                                                |                                                                |                                                                |  |  |                                                 |                                                 |                                                 |                                                 |                                                 |                                                 |  |  |
|  |  |  |  |                                                                              |                                                                              |                                                                              |                                                                              |                                                                              |                                                                              |  |  |                                                                  |                                                                  |                                                                  |                                                                  |                                                                  |                                                                  |  |  |                                                                                    |                                                                                    |                                                                                    |                                                                                    |                                                                                    |                                                                                    |  |  | Un autre enfant activité inconnue                                                                                  | Un autre enfant activité inconnue                                                                                  | Un autre enfant activité inconnue                                                                                  | Un autre enfant activité inconnue                                                                                  | Un autre enfant activité inconnue                                                                                  | Un autre enfant activité inconnue                                                                                  |  |  | Richard II van Orley 1663-1732 Peintre meurt célibataire       | Richard II van Orley 1663-1732 Peintre meurt célibataire       | Richard II van Orley 1663-1732 Peintre meurt célibataire       | Richard II van Orley 1663-1732 Peintre meurt célibataire       | Richard II van Orley 1663-1732 Peintre meurt célibataire       | Richard II van Orley 1663-1732 Peintre meurt célibataire       |  |  | Jan ou Jean van Orley 1665-1735 Peintre-Graveur meurt célibataire | Jan ou Jean van Orley 1665-1735 Peintre-Graveur meurt célibataire | Jan ou Jean van Orley 1665-1735 Peintre-Graveur meurt célibataire | Jan ou Jean van Orley 1665-1735 Peintre-Graveur meurt célibataire | Jan ou Jean van Orley 1665-1735 Peintre-Graveur meurt célibataire | Jan ou Jean van Orley 1665-1735 Peintre-Graveur meurt célibataire |  |  | Marie-Anne van Orley née en 1667 Épouse mère un enfant           | Marie-Anne van Orley née en 1667 Épouse mère un enfant           | Marie-Anne van Orley née en 1667 Épouse mère un enfant           | Marie-Anne van Orley née en 1667 Épouse mère un enfant           | Marie-Anne van Orley née en 1667 Épouse mère un enfant                                                           | Marie-Anne van Orley née en 1667 Épouse mère un enfant           |  |  | De Haese Père de Maximilien activité inconnue                    | De Haese Père de Maximilien activité inconnue                    | De Haese Père de Maximilien activité inconnue                    | De Haese Père de Maximilien activité inconnue                    | De Haese Père de Maximilien activité inconnue                    | De Haese Père de Maximilien activité inconnue                    |  |  |                                                                |                                                                |                                                                |                                                                |                                                                |                                                                |  |  |                                                 |                                                 |                                                 |                                                 |                                                 |                                                 |  |  |
|  |  |  |  |                                                                              |                                                                              |                                                                              |                                                                              |                                                                              |                                                                              |  |  |                                                                  |                                                                  |                                                                  |                                                                  |                                                                  |                                                                  |  |  |                                                                                    |                                                                                    |                                                                                    |                                                                                    |                                                                                    |                                                                                    |  |  | Un autre enfant activité inconnue                                                                                  | Un autre enfant activité inconnue                                                                                  | Un autre enfant activité inconnue                                                                                  | Un autre enfant activité inconnue                                                                                  | Un autre enfant activité inconnue                                                                                  | Un autre enfant activité inconnue                                                                                  |  |  | Richard II van Orley 1663-1732 Peintre meurt célibataire       | Richard II van Orley 1663-1732 Peintre meurt célibataire       | Richard II van Orley 1663-1732 Peintre meurt célibataire       | Richard II van Orley 1663-1732 Peintre meurt célibataire       | Richard II van Orley 1663-1732 Peintre meurt célibataire       | Richard II van Orley 1663-1732 Peintre meurt célibataire       |  |  | Jan ou Jean van Orley 1665-1735 Peintre-Graveur meurt célibataire | Jan ou Jean van Orley 1665-1735 Peintre-Graveur meurt célibataire | Jan ou Jean van Orley 1665-1735 Peintre-Graveur meurt célibataire | Jan ou Jean van Orley 1665-1735 Peintre-Graveur meurt célibataire | Jan ou Jean van Orley 1665-1735 Peintre-Graveur meurt célibataire | Jan ou Jean van Orley 1665-1735 Peintre-Graveur meurt célibataire |  |  | Marie-Anne van Orley née en 1667 Épouse mère un enfant           | Marie-Anne van Orley née en 1667 Épouse mère un enfant           | Marie-Anne van Orley née en 1667 Épouse mère un enfant           | Marie-Anne van Orley née en 1667 Épouse mère un enfant           | Marie-Anne van Orley née en 1667 Épouse mère un enfant                                                           | Marie-Anne van Orley née en 1667 Épouse mère un enfant           |  |  | De Haese Père de Maximilien activité inconnue                    | De Haese Père de Maximilien activité inconnue                    | De Haese Père de Maximilien activité inconnue                    | De Haese Père de Maximilien activité inconnue                    | De Haese Père de Maximilien activité inconnue                    | De Haese Père de Maximilien activité inconnue                    |  |  |                                                                |                                                                |                                                                |                                                                |                                                                |                                                                |  |  |                                                 |                                                 |                                                 |                                                 |                                                 |                                                 |  |  |
|  |  |  |  |                                                                              |                                                                              |                                                                              |                                                                              |                                                                              |                                                                              |  |  |                                                                  |                                                                  |                                                                  |                                                                  |                                                                  |                                                                  |  |  |                                                                                    |                                                                                    |                                                                                    |                                                                                    |                                                                                    |                                                                                    |  |  | | | | | | |  |  |                                                                |                                                                |                                                                |                                                                |                                                                |                                                                |  |  |                                                                   |                                                                   |                                                                   |                                                                   |                                                                   |                                                                   |  |  |                                                                  |                                                                  |                                                                  |                                                                  | |                                                                  |  |  |                                                                  |                                                                  |                                                                  |                                                                  |                                                                  |                                                                  |  |  |                                                                |                                                                |                                                                |                                                                |                                                                |                                                                |  |  |                                                 |                                                 |                                                 |                                                 |                                                 |                                                 |  |  |
|  |  |  |  |                                                                              |                                                                              |                                                                              |                                                                              |                                                                              |                                                                              |  |  |                                                                  |                                                                  |                                                                  |                                                                  |                                                                  |                                                                  |  |  |                                                                                    |                                                                                    |                                                                                    |                                                                                    |                                                                                    |                                                                                    |  |  | | | | | | |  |  |                                                                |                                                                |                                                                |                                                                |                                                                |                                                                |  |  |                                                                   |                                                                   |                                                                   |                                                                   |                                                                   |                                                                   |  |  |                                                                  |                                                                  |                                                                  |                                                                  | Maximilien De Haese 1712-1787 - Peintre Héritier de Richard II et Jan dernier descendant de la Famille van Orley |                                                                  |  |  |                                                                  |                                                                  |                                                                  |                                                                  |                                                                  |                                                                  |  |  |                                                                |                                                                |                                                                |                                                                |                                                                |                                                                |  |  |                                                 |                                                 |                                                 |                                                 |                                                 |                                                 |  |  |

## Biographies
Ces biographies désignent les membres avérés de mêmes familles descendantes, succinctes  sur cette page, elles peuvent être  développées individuellement pour chaque peintre dans son propre article.
- Cinquième génération[n 1].

Valentin van Orley, né en  1466 ou 68, mort en 1532 à Bruxelles est un peintre belge des XVe et XVIe siècles.
Maître à Anvers en 1512 sous le pseudonyme de Valentin van Brüsele. Il épouse Marguerite van Pynbroeck en 1490, et Barbe van Cappenberghe en 1502. La tradition rapporte qu'il a six enfants dont quatre fils  peintres : Philippe, Bernard, Everard, Gomar et deux filles.
Peintre issu de la famille luxembourgeoise des seigneurs d'Ourle ou d'Orley, nom qui, par le fait de l'élection de domicile du titulaire dans une ville flamande, est devenu van Orley. Petit-fils de Everard I Orley et de Barbe Taye, et fils de Jean III Orley de Moorsel et de Marguerite Happaert.
Valentin et ses fils signaient indifféremment d'Orley ou van Orley.
- Sixième génération

Philippe van Orley, né vers 1491, mort en 1566, est un peintre et dessinateur néerlandais des XVe et XVIe siècles. 
Philippe est le frère aîné de Bernard van Orley, Everard van Orley, Gomar van Orley et l'élève de son père Valentin van Orley. Il est cité surtout comme ayant exécuté des cartons de tapisseries. Certains critiques le croient l'auteur du dessin de celle conservée au Musée des Arts Décoratifs de Bruxelles, généralement attribuée à Mabuse.
Bernard van Orley, appelé aussi Barend van Orley, Barend van Brussel, Bernardo di Brusseles ou d'Orlich, d'Ourlech, Orlet, né en 1492 à Bruxelles, mort le 6 janvier 1541 ou1542 dans cette même ville est un peintre d'histoire, compositions religieuses, portraits, peintre de cartons de tapisseries, peintre verrier du XVIe siècle . École flamande.
Bernard est le plus célèbre des peintres bruxellois à son époque. Deuxième fils légitime de Valentin van Orley et de Catherine van Pynbroeck son épouse du 13 mai 1490 à Bruxelles, d'après un acte du 25 mai 1532.
Il a trois frères, tous peintres, Philippe van Orley son aîné, Everard van Orley le troisième et Gomar van Orley le quatrième.
Bernard a neuf enfants issus de deux mariages consécutifs, le premier avec Agnès zeghers qui décède le 13 septembre 1539 qui lui donne sept enfants : Jeanne, Anne, Michel, Jean, Barbe, Bernard et Jérôme I.   Veuf, il contracte deux mois après, une seconde union le 25 novembre 1539 avec Catherine Hellinck de qui il a deux enfants : Laurence et Gilles. Les noms de ces neuf enfants sont tous mentionnés dans un acte de la chambre des tonlieux de Bruxelles, daté de 1566, signalé par Pinchart.
Everard van Orley, né bien après 1492, peut-être même vers 1504,  est un peintre du XVIe siècle .  La date de son décès n'est pas mentionnée. École flamande.
La date de sa naissance tout d'abord avancée comme étant 1491 n'est pas admissible. Il est  cité comme le troisième enfant de Valentin van Orley. Il a deux frères aînés, Philippe van Orley, Bernard van Orley, suivi de Gomar van Orley le plus jeune des quatre fils peintres.
Il prend pour épouse Élisabeth Sehreyers qui lui donne sept enfants : Philippe, Michel, Mathieu, Gilles, Paul, Jeanne et Pauline.
Il est poursuivi pour hérésie en même temps que plusieurs membres de sa famille et amis.
Que l'on sache, aucun de ses enfants n'est mentionné comme peintre actuellement.
Gomar van Orley ou Gommaire est un peintre du XVIe siècle . Ses dates de naissance et de décès ne sont pas mentionnées. École flamande.
Gomar est le quatrième fils de Valentin van Orley et le plus jeune des quatre fils peintres. Il est cité comme travaillant en 1533, il se marie avec Élisabeth van Conninxloo avec laquelle il a une fille, Josine van Orley qui épouse, Antoine Leyniers.
- Septième génération

Michel van Orley, né entre 1500 et 1539 est un peintre du XVIe siècle . Ses dates de naissance et de décès ne sont pas mentionnées. École flamande.
Michel est le troisième des sept enfants de Bernard van Orley et d'Agnès Zeghers. Son frère Jérôme et son demi-frère Gilles sont peintres comme lui.
- Huitième génération

Hieronymus Orley ou Jérôme II van, ses dates de naissance et de décès ne sont pas connues, elles se situent dans le XVIIe siècle .  Actif à Bruxelles, c'est un peintre de École flamande.
Hieronymus ou Jérôme II est le fils de Giles, et lui-même père de Jérôme III, Pieter, Franz ou François  et Richard I van Orley qui n'est pas reconnu comme peintre.
- Neuvième génération

Hieronymus Orley ou Jérôme III van, Si ses dates de naissance et de décès ne sont pas connues, on sait qu'il est actif à Bruxelles en 1652, c'est un peintre de portraits, graveur et dessinateur du XVIIe siècle de l'École flamande.
Hieronymus ou Jérôme III est l'arrière-petit-fils de Bernard et fils de Jérôme II. Il est le frère de Pieter, l'oncle de Richard II  et l'élève de Antoine Drua ( ?-1616) à Malines en 1612. Ses neveux, Richard II et Jan van d'Orley, sont ses élèves.
Pieter van Orley, né le 7 mai 1638, mort après 1708 à Bruxelles (selon Siret), est un paysagiste et miniaturiste du XVIIe siècle. École flamande.
Pieter est le fils de Jérôme II  et de Barbe Caulaert, frère de Jérôme III, de Franz et Richard I, père de Richard II et de Jan. Son frère Richard I n'est pas reconnu comme peintre.
Franz van Orley ou François, est un peintre d'histoire du XVIIe siècle de l'École flamande.
Franz est le fils de Jérôme II  et de Barbe Caulaert, frère de Hieronymus Orley, Pieter van Orley et de  Richard I. 
- Dixième génération

Richard II van Orley, né le 16 juin 1663 à Bruxelles, mort le 20 juin 1732  dans cette même ville, est un peintre d'histoire, scènes mythologiques, paysages, peintre à la gouache, miniaturiste et graveur des XVIIe et XVIIe siècles.
Il est le fils de Pierre et de Josine Criex, frère de Jean, élève de son père  et de son oncle Hieronymus Orley. Il meurt célibataire et désigne son neveu Maximilien De Haese, unique héritier.
Jean van Orley, né à Bruxelles le 4 janvier 1665, mort dans cette même ville le 22 février 1735 est un peintre et graveur des XVIIe et XVIIe siècles. École flamande.
Jean est le fils de Pierre et de Josine Criex, frère de Richard II van Orley, élève de son oncle Hieronymus. On lui connait une suite de 28 sujets empruntés à l'Histoire du nouveau testament, une composition habile que grave son frère Richard. Il travaille pour un grand nombre d'églises de Bruxelles et des environs. Il meurt célibataire et désigne son neveu Maximilien De Haese, unique héritier. 
- Onzième génération

Maximilien De Haese, mort en 1787 est un peintre du XVIIe siècle de l'École flamande.
Sa date de naissance n'est pas mentionnée mais on sait qu'il est reçu maître-peintre en 1726-1727, et nommé plus tard, peintre de Marie Thérèse. Il est l'unique et  dernier héritier connu de ses oncles Jean van Orley et Richard II van Orley. Ainsi s'arrête une dynastie d'hommes et d'artistes célèbres.
|  |  |  |  |  |  |  |  |  |  |  |  |  |  |  |  |  |  |  |  |  |  |  |  |  |  |  |  |  |  |  |  | Johannes van Orley ou Orladyest un graveur des XVIe et XVIIe siècles, travaillant à Rome au début du XVIIe siècle. École flamande.                               |  |
|  |  |  |  |  |  |  |  |  |  |  |  |  |  |  |  |  |  |  |  |  |  |  |  |  |  |  |  |  |  |  |  | |  |
|  |  |  |  |  |  |  |  |  |  |  |  |  |  |  |  |  |  |  |  |  |  |  |  |  |  |  |  |  |  |  |  | Nicolas van Orley né à Bruxelles, est un peintre d'histoire du XVIe siècle. École flamande.                                                                      |  |
|  |  |  |  |  |  |  |  |  |  |  |  |  |  |  |  |  |  |  |  |  |  |  |  |  |  |  |  |  |  |  |  | |  |
|  |  |  |  |  |  |  |  |  |  |  |  |  |  |  |  |  |  |  |  |  |  |  |  |  |  |  |  |  |  |  |  | Jacobus van Orley, est un dessinateur du XVIIe siècle Ses dates de naissance et de décès ne sont pas connues, mais on sait qu'il est actif en 1620. Néerlandais. |  |
|  |  |  |  |  |  |  |  |  |  |  |  |  |  |  |  |  |  |  |  |  |  |  |  |  |  |  |  |  |  |  |  | |  |
|  |  |  |  |  |  |  |  |  |  |  |  |  |  |  |  |  |  |  |  |  |  |  |  |  |  |  |  |  |  |  |  | Léonard van Orley est un peintre de École flamande. Cet artiste est cité par Corneille de Bie, comme peintre d'emblèmes. Aucune époque mentionnée.               |  |